# Antonio Mancelli

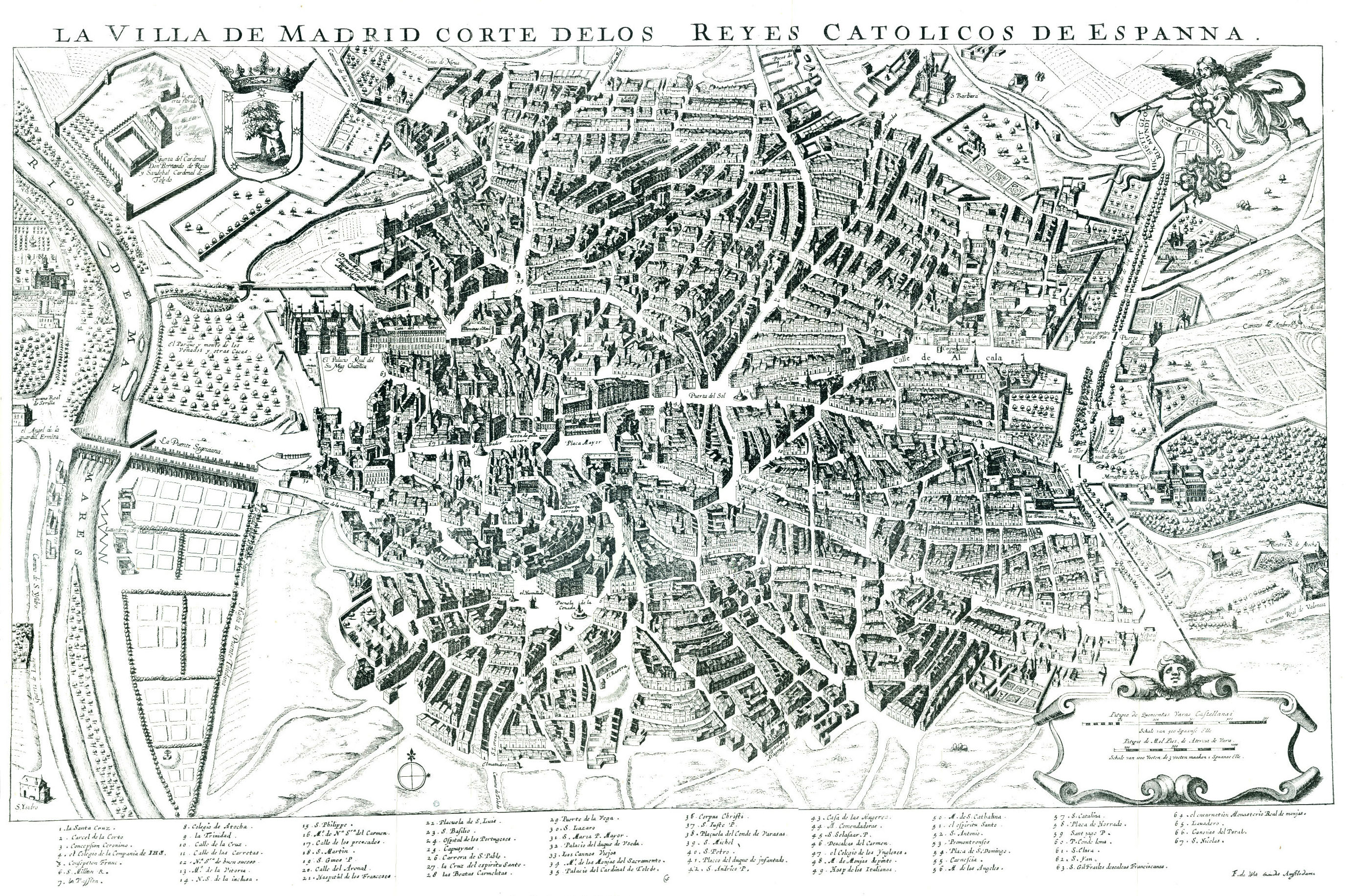
Plano de Mancelli (La villa de Madrid, corte de los Reyes Católicos de España 1622-3), según grabado de Frederick de Witt, hacia 1635.

Antonio Mancelli (Italia — Madrid, Castilla, España?, ca. 1645) fue un cartógrafo, iluminador, pintor y comerciante italiano al servicio de Felipe IV de España. Colaborador de Lavanha en la Academia de Matemáticas de Madrid, se le atribuye la corografía del primer plano conocido de Madrid, realizado entre los años 1614 y 1622, así como de uno de la ciudad de Valencia en 1608.

## Biografía
Se le supone nacido en Italia a finales del siglo xvi. A raíz de los estudios de Antonio Matilla Tascón, archivero real y, ya en el siglo xx, a las investigaciones de José Miguel Muñoz de la Nava, podrían aventurarse las fechas entre 1575 y 1580, y la localidad de Fanano, de la que consta que era su familia, o su posible origen romano –en algunos documentos figura como Antonio Mancelli Romano–, por ser la ciudad en la que se formó e hizo sus primeros trabajos antes de desplazarse a España.
Sí aparece documentado en Valencia hacia 1608, y ya instalado en el Madrid de Felipe III entre 1612 y 1614, y viviendo cerca del Real Alcázar. También consta su matrimonio con Bernardina de Riaza y Mendoza, con quien aparece en el padrón residiendo en la antigua calle de la Puebla. No llegaron a tener hijos. Está documentada la muerte de Bernardina antes de 1632 y que Mancelli siguió viviendo en la casa familiar hasta su muerte, calculada después de 1643. En su testamento figura que tuvo dos oficiales a su cargo.
También ha quedado noticia de que Mancelli tuvo al menos dos comercios; uno en las covachuelas de San Felipe (el popular mentidero en la Puerta del Sol), en el que se podían adquirir mapas, láminas, libros y globos terráqueos, y otro –fechado por la escritura de compra en 1623– junto a la escalera que subía a los corredores del Alcázar, y vecino al llamado mentidero de las Losas del Alcázar.

## Obras
Los trabajos desarrollados por Mancelli en el primer tercio del siglo xvii están directamente relacionados con la Academia de Matemáticas madrileña, institución fundada por Felipe II e iniciativa del arquitecto Juan de Herrera. En ella llegarían a colaborar, durante los reinados de los tres primeros felipes de la Casa de Austria, personalidades del Siglo de Oro español tan diversas como el dramaturgo Lope de Vega, el pintor Vicente Carducho, el cronista de Castilla y de Indias Gil González Dávila, los grabadores Juan Schorquens y Juan de Courbes o destacados corógrafos como el portugués Juan Bautista de Lavaña o el propio Antonio Mancelli, de quien se conservan dos obras:
- La Villa de Madrid Corte de los Reyes Católicos de Espanna (entre 1622-1635).  Queda documentado que se aprobó su impresión en septiembre de 1622 y se realizó en 1623. El plano, «dibujado en perspectiva caballera», está dividido en dos planchas que dan una idea aproximada del Madrid de los años 1614 a 1622. Se considera el mapa conocido más antiguo de la Villa.[4]

- Nobilis ac regia civitas Valentie in Hispania (1608), un plano de la ciudad de Valencia. Es el plano más antiguo que se conoce de la ciudad, mostrando la configuración de la ciudad justo antes de la expulsión de los moriscos.[5]

- Vista de la Plaza Mayor.[4]

## Madrid hacia 1623
La datación cronológica inicial de este plano se basó en la ausencia del Palacio del Buen Retiro y de la cerca, obras acometidas al inicio del reinado de Felipe IV; además de la presencia de otros edificios, como la iglesia de los Jesuitas (luego Colegiata de San Isidro) en la calle de Toledo. Posteriores investigaciones proponen que fue delineado por Antonio Mancelli entre 1614 y 1622 y que la primera impresión es de 1623.